# Костенко, Александр Владимирович
Алекса́ндр Влади́мирович Косте́нко (укр. Олександр Володимирович Костенко, позывной — Тапа; 25 мая 1986, Харьков) — украинский военнослужащий, штаб-сержант, участник российско-украинской войны. Герой Украины (2023).

## Биография
Александр Костенко родился 25 мая 1986 года в городе Харьков. После прохождения срочной службы с 2006 по 2017 год служил по контракту на должности контролёра в 4-м полку внутренних войск МВД Украины (с 2014 года — Национальной гвардии Украины). Затем перевёлся в 3-ю бригаду оперативного назначения НГУ.
С ноября 2022 по апрель 2023 года отличился при обороне населённых пунктов Казачья Лопань, Майорское и города Бахмут.

## Награды
- Звание «Герой Украины» с вручением ордена «Золотая Звезда» (29 сентября 2023) — за личное мужество и героизм, проявленные в защите государственного суверенитета и территориальной целостности Украины, верность военной присяге[1].